# Rufus Isaacs (Mathematiker)
Rufus Philip Isaacs (* 11. Juni 1914 in New York City; † 18. Januar 1981 in Baltimore) war ein US-amerikanischer Mathematiker, der sich mit Spieltheorie beschäftigte.

## Leben
Isaacs studierte Ingenieurwesen am Massachusetts Institute of Technology (MIT) mit dem Bachelorabschluss 1936, und an der Columbia University, wo er 1940 seinen Masterabschluss in Mathematik machte und 1942 bei Edward Kasner promoviert wurde (A finite difference function theory). Bis 1947 war er an der University of Notre Dame und ab 1948 bis 1955 bei der RAND Corporation. Danach arbeitete er als Mathematiker bei Firmen der Flugzeugindustrie, beim Institute for Defense Analyses und beim Center for Naval Analyses. Zusätzlich lehrte er von 1961 bis 1967 als Professor an der George Washington University. 1967 bis 1977 war er Professor für Angewandte Mathematik an der Johns Hopkins University.
Bekannt ist er vor allem für Arbeiten in der Spieltheorie, speziell differentiellen Spielen, deren Studium er begründete. Die Arbeiten begannen bei der Rand Corporation, waren damals aber meist geheim eingestuft und seine Monographie über differentielle Spiele erschien erst ein Jahrzehnt später 1963 (dafür erhielt er 1965 den Lancaster Preis). Bei der Rand Corporation arbeitete er unter anderem mit John Milnor, John Nash, Lloyd S. Shapley, David Blackwell und Richard Bellman zusammen. Mit Bellman arbeitete er auch auf dem Gebiet der im Westen von Bellman begründeten Dynamischen Optimierung und fand 1954/55 eine Version des nach Lew Pontrjagin benannten Maximumprinzips.
Er war seit 1942 verheiratet und hatte zwei Töchter.

## Preise und Ehrungen
- 1965: Frederick-W.-Lanchester-Preis[5]

## Schriften
- Differential Games, John Wiley 1965